# مواصفة
المواصفات أو دفتر الشروط تشير إلى مجموعة من المتطلّبات التي ينبغي توافرها في مادة أو تصميم أو منتج أو في خدمة مقدّمة. في حال عدم وجود تطابق في المواصفات مع المتطلبات، فإن المادة أو المنتج أو الخدمة، يشار إليها أنها غير مطابقة للمواصفات، والتي يرمز لها أحياناً OOS، وذلك من كلمة out of specification في اللغة الإنجليزية.

## الاستخدام
في مجالات الهندسة والتصنيع والتجارة ينبغي على كل من الموردين والمشتريين ومستخدمي المواد ان يتفهموا جميع المتطلبات الخاصة بالمواد، لذا تكون المواصفة هي المعيار الذي يشار اليه في التعاقد أو في طلبات الشراء

وغالبا ما يتم كتابة المواصفات من قبل جهات حكومية أو من قبل هيئات المواصفات مثل ( المركز القومي لبحوث الاسكان بمصر - الجمعية الأمريكية لاختبار المواد ASTM - الايزو ISO )